# Sturla Gunnarsson

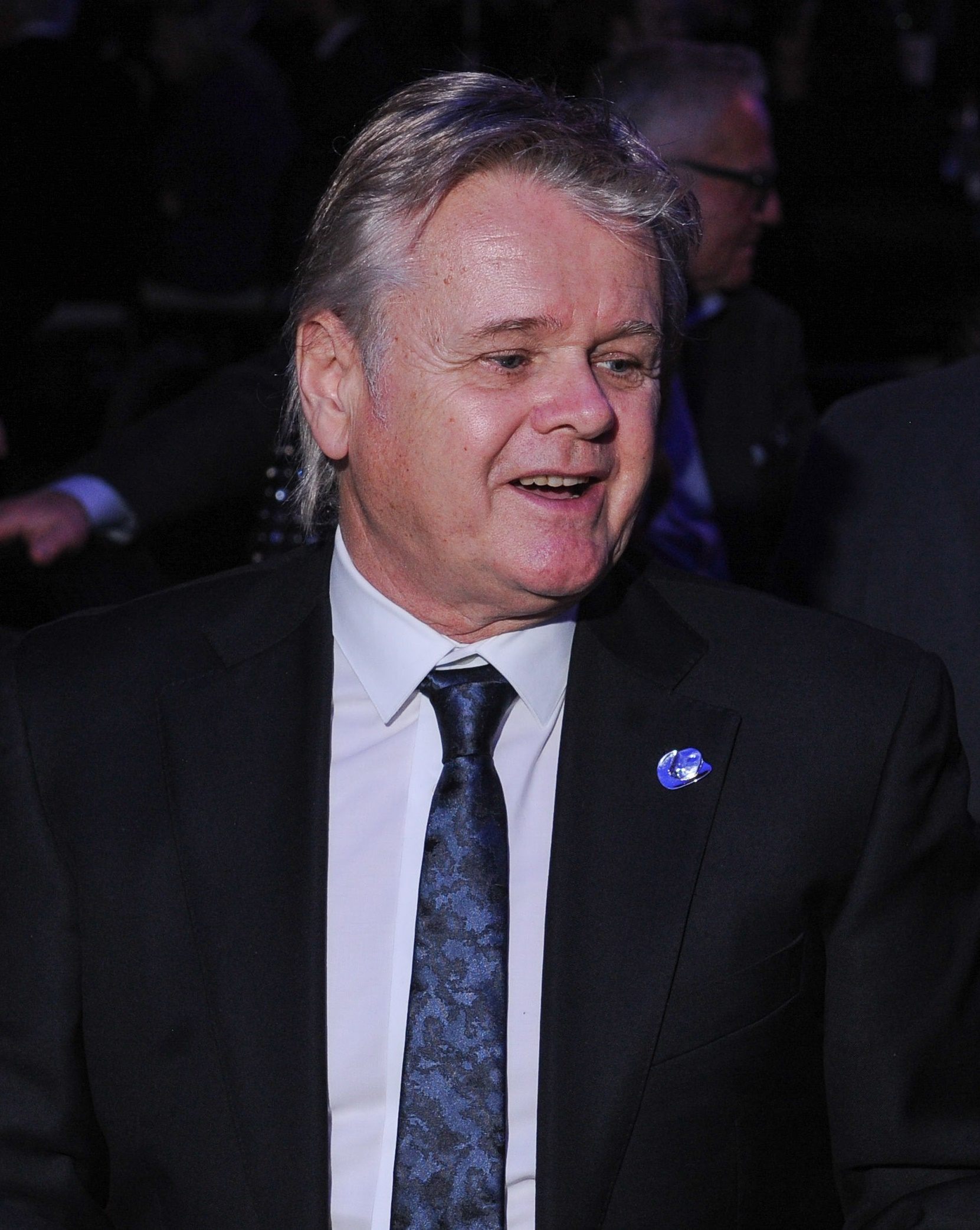
Sturla Gunnarsson (2016)

Sturla Gunnarsson (* 30. August 1951 in Reykjavík, Island) ist ein kanadischer Filmregisseur und -produzent isländischer Herkunft.

## Leben und Wirken
Sturla Gunnarsson kam in Island zur Welt, wuchs jedoch ab einem Alter von sieben Jahren im kanadischen Vancouver auf. Er studierte zunächst Englische Literatur an der University of British Columbia (UBC). Nachdem er 1974 mit dem B.A. abgeschlossen hatte, reiste er durch Europa und arbeitete unter anderem als Schäfer auf Kreta und Fischer in Island. Zurück in Kanada absolvierte er bis 1977 ein Filmstudium an der UBC. Sein Abschlussfilm A Day Much Like the Others (1979) lief erfolgreich auf Studenten-Film-Festivals und wurde im Museum of Modern Art gezeigt.
Nach dem Studium zog Gunnarsson nach Toronto und begann freischaffend als Regisseur und Produzent für das National Film Board of Canada (NFB) zu arbeiten. Bereits sein erster Film für NFB, das Doku-Drama After the Axe über einen Manager in mittleren Jahren, dem gekündigt wird, brachte Gunnarsson eine Oscar-Nominierung und weitere internationale Awards ein.
Nach zwei Filmdramen für Atlantis Films inszenierte Gunnarsson die von NFB und CBC produzierte Cinéma-vérité-Doku Final Offer. Der Film erschien 1985 und handelt von Auseinandersetzungen zwischen kanadischen und amerikanischen Gewerkschaften während eines drei Jahre zuvor stattfindenden Streiks bei General Motors. Final Offer wurde von Kritikern gelobt und unter anderem mit einem Genie Award ausgezeichnet.
Im Anschluss führte Gunnarsson Regie für Einzelfolgen zahlreicher kanadischer, amerikanischer und britischer Fernsehserien. Gleichzeitig arbeitete er, u. a. bedingt durch Finanzierungsschwierigkeiten und Drehbuchänderungen, zehn Jahre lang an seinem ersten Spielfilm, Diplomatic Immunity. Dabei wirkte er wie schon bei After the Axe mit Drehbuchautor Steve Lucas zusammen. Diplomatic Immunity handelt von Entwicklungshelfern in El Salvador und wurde in Mexiko gedreht. 1991 war der Film fertiggestellt, gewann im gleichen Jahr einen Prix Ville des Cannes und wurde für vier Genie Awards nominiert. Während des Aufenthalts in Lateinamerika zog sich Gunnarsson eine schwere Hepatitis zu, die ihn zu einer Genesungspause zwang.
In der Folgezeit inszenierte Gunnarsson einige Filme für das kanadische Fernsehen. Seine 1997 ausgestrahlte Dokumentation Gerrie & Louise über die Beziehung zwischen einem Offizier und einer Journalistin während der Apartheid wurde mit einem Gemini Award und einem International Emmy Award ausgezeichnet. Im Folgejahr erschien seine in Mumbai gedrehte Rohinton-Mistry-Romanverfilmung Such a Long Journey, die drei Genie Awards gewann. Gunnarssons nächster Spielfilm war die romantische Komödie Rare Birds (2001) mit William Hurt in der Hauptrolle. Vier Jahre später feierte seine epische Heldengedicht-Verfilmung Beowulf & Grendel Premiere.
2008 wurde Gunnarsson zum Präsidenten der Directors Guild of Canada gewählt, einer kanadischen Gewerkschaft für Filmschaffende.
Gunnarsson ist mit Judy Koonar verheiratet, die bei seiner Dokumentation Air India 182 (über den Air-India-Flug 182) als Co-Produzentin auftrat.

## Auszeichnungen (Auswahl)
- 1983: Nominierung für Oscar in der Kategorie Bester Dokumentarfilm für After the Axe
- 1986: Genie Award, Best Feature Length Documentary, für Final Offer
- 1998: Gemini Award, Best Documentary Program, für Gerrie & Louise
- 2004: Gemini Award, Best Direction in a Dramatic Series, für Da Vinci's Inquest
- 2010: Toronto International Film Festival, People’s Choice Award Documentary, für Force of Nature

## Filmografie (Auswahl)
- 1979: A Day Much Like the Others
- 1981: After the Axe
- 1982: The Bamboo Brush, Rainbow series
- 1983: The Truesteel Affair
- 1984: Talking Dirty
- 1985: Final Offer (Fernseh-Dokumentation)
- 1987: Where Is Here? (Dokumentarfilm)
- 1987–1988: Alfred Hitchcock Presents (Fernsehserie, 2 Folgen)
- 1988: Bradburys Gruselkabinett (The Ray Bradbury Theater) (Fernsehserie, 1 Folge)
- 1988–1989: Strandpiraten (Fernsehserie, 2 Folgen)
- 1989: Twilight Zone (Fernsehserie, 1 Folge)
- 1990: Die Campbells (The Campbells) (Fernsehserie, 4 Folgen)
- 1991: Diplomatic Immunity
- 1993: Die Mounties von Lynx River (North of 60) (Fernsehserie, 1 Folge)
- 1996: Das Urteil der Geschworenen (We the Jury) (Fernsehfilm)
- 1996: Mother Trucker: The Diana Kilmury Story (Fernsehfilm)
- 1997: The Diary of Evelyn Lau (Fernsehfilm)
- 1997: Joe Torre: Curveballs Along the Way (Fernsehfilm)
- 1997: Gerrie & Louise (Dokumentarfilm)
- 1997–1999: Dead Man’s Gun (Fernsehserie, 4 Folgen)
- 1998: Such a Long Journey
- 1999: Ricky Nelson: Original Teen Idol (Fernsehfilm)
- 1999: Dangerous Evidence: The Lori Jackson Story (Fernsehfilm)
- 2000: Scorn (Fernsehfilm)
- 2001: Rare Birds
- 2002: The Man Who Saved Christmas
- 2002: 100 Days in the Jungle (Fernsehfilm)
- 2003: Da Vinci’s Inquest (Fernsehserie, 1 Folge)
- 2005: Beowulf & Grendel
- 2007–2009: The Best Years: Auf eigenen Füßen (Fernsehserie, 2 Folgen)
- 2008: Air India 182 (Dokumentarfilm)
- 2008–2011: Degrassi (Fernsehserie, 8 Folgen)
- 2009: Defying Gravity – Liebe im Weltall (Fernsehserie, 3 Folgen)
- 2010: Force of Nature
- 2011: The National Parks Project (Dokumentarfilm)
- 2011: Rookie Blue (Fernsehserie, 1 Folge)
- 2012: The Firm (Fernsehserie, 1 Folge)
- 2013: Ice Soldiers
- 2013–2016: Motive (Fernsehserie, 10 Folgen)
- 2014: Monsoon (Dokumentarfilm)
- 2018: Schitt’s Creek (Fernsehserie, 6 Folgen)
- 2018–2019: Ransom (Fernsehserie, 4 Folgen)